# Tir à l'arc à l'Universiade d'été de 2019
Navigation
Taipei 2017 Chengdu 2021
Les épreuves de tir à l'arc à l'Universiade d'été de 2019 ont lieu en juillet 2019 à Avellino et à Caserte, en Campanie.

## Organisation
Les qualifications ont lieu dans le stade Partenio à Avellino, tandis que les finales se déroulent dans le Palais de Caserte, le palais royal des Bourbon-Sicile.

## Résultats[1]

### Classique
| Épreuves          | Or                                         | Argent                                      | Bronze                                     |
| ----------------- | ------------------------------------------ | ------------------------------------------- | ------------------------------------------ |
| Individuel hommes | Lee Woo-seok (KOR)                         | Erdem Tsydypov (RUS)                        | Yuta Ishii (JPN)                           |
| Individuel femmes | Kang Chae-young (KOR)                      | Choi Mi-sun (KOR)                           | Peng Chia-mao (TPE)                        |
| Par équipe hommes | Russie Erdem Tsydypov Beligto Tsynguev     | Taipei chinois Tang Chih-chun Wei Chun-heng | États-Unis Adam Heidt Matthew Zumbo        |
| Par équipe femmes | Corée du Sud Choi Mi-sun Kang Chae-young   | Russie Svetlana Gomboeva Valeria Mylnikova  | Ukraine Iryna Khochyna Polina Rodionova    |
| Par équipe mixte  | Taipei chinois Peng Chia-mao Wei Chun-heng | Japon Risa Horiguchi Yuta Ishii             | Ukraine Polina Rodionova Artem Ovchynnikov |

### À poulie
| Épreuves          | Or                                   | Argent                                      | Bronze                                      |
| ----------------- | ------------------------------------ | ------------------------------------------- | ------------------------------------------- |
| Individuel hommes | Anton Bulaev (RUS)                   | Muhammed Yetim (TUR)                        | Kim Jong-ho (KOR)                           |
| Individuel femmes | Andrea Becerra (MEX)                 | So Chae-won (KOR)                           | Yeşim Bostan (TUR)                          |
| Par équipe hommes | Turquie Süleyman Araz Muhammed Yetim | Iran Kiarash Farzan Mohammad Saleh Palizban | Mexique Miguel Becerra Rodolfo González     |
| Par équipe femmes | Corée du Sud Kim Yun-hee So Chae-won | Turquie Yeşim Bostan Gizem Elmaağaçlı       | Taipei chinois Chen Yi-hsuan Lin Ming-ching |
| Par équipe mixte  | Estonie Lisell Jäätma Robin Jäätma   | Taipei chinois Chen Yi-hsuan Chen Chieh-lun | Corée du Sud So Chae-won Kim Jong-ho        |